# Боржицки, Эмануэль
Эмануэль Боржицки (Боржицкий, Божицкий) (чеш. Emanuel Boŕický; 1840–1881) — чешский учёный: геолог, петрограф и минералог, считается основателем чешской петрографии и геохимии. Автор более 60 публикаций и многочисленных статей в журналах.

## Биография
Родился 11 декабря 1840 года в деревне Konětopy (Milín) Пршибрамского района Чехии в семье учителя.

Эмануэль Боржицки, фотография

С пяти лет был сиротой, но смог учиться в трудных условиях благодаря поддержке своих родственников. Он изучал естественные науки и химию на философском факультете Карлова университета в Праге. Во время учебы некоторое время работал ассистентом горного отдела Пражского Национального музея и помощником профессора в Минералогическом институте университета.
После успешного завершения учебы Боржицки некоторое время преподавал в гимназиях, затем посвятил себя исследованиям в области петрографии и минералогии. Он улучшил своё финансовое положение, когда начал следить за минералогической коллекцией Пражского Национального музея. Вскоре после этого, как адъюнкт-профессор петрографии, он получил степень в Карловом университете, где вскоре был назначен экстраординарным профессором минералогии. В 1880 году он стал постоянным профессором.
Эмануэль Боржицки был удостоен ряда геологических наград. Был членом Королевского чешского научного общества (Královské české společnosti nauk). 
Умер 26 января 1881 года в Праге в результате внутренней травмы, полученной при падении во время перехода через замерзшую реку Влтаву. Был похоронен на пражском Ольшанском кладбище.

## Память
- В честь ученого назван минерал боржицкит (CaFe43+[(PO4)2|(OH)8]•3H2O).
- Именем Эмануэля Боржицки названа награда — медаль Emanuel Bořicky Medal; учреждена Карловым университетом в 1965 году в качестве награды выдающимся отечественным и мировым ученым в области петрологии, минералогии и геохимии.[3]
- 11 мая 1882 года на доме в родном городе, где жил учёный, ему была установлена памятная доска.[4]